# Инцидент код капије Сакурада
Инцидент код капије Сакурада или Инцидент Сакурадамон (桜田門外の変 Sakuradamon-gai no Hen, or 桜田門の変 Sakuradamon no Hen) је догађај у коме је извршен атентат на главног министра и „таира“ Ии Наосукеа (1815.–1860.) Убиство се десило 24. марта 1860. од стране ронин самураја области Мито, испред капије Сакурада, Едо замка.

## О инциденту
Ии Наосуке био је утицајна фигура Бакумацу периода и заговорник поновног отварања Јапана након више од 200 година изолационе политике. Због својих уверења био је веома критикован, посебно након потписивања Харисоновог уговора 1858. године са америчким конзулом што је покренуло лавину других, сличних споразума са другим државама западног света. Захваљујући томе, од 1859. године луке Нагасаки, Хакодате и Јокохама постале су отворене за страну трговину као део услова потписаним споразумима.
Ии Наосуке је такође био критикован због тога што је ојачао ауторитет шогуната наспрам локалних даимјоа наређујући политичку чистку где је са власти и високих позиција уклонио све неистомишљенике. Наосуке је успео да створи себи моћне непријатеље постављајући шогуна Ијесаду, на власт као и због принуде на оставке разних супарника из области Мито, Хизен, Овари, Тоса, Сацума и Уваџима.
Ови поступци развили су отпор према шогунату, што је нарочито погодило школу Митогаку у области Мито.

## Атентат
Атентат се одиграо изван Едо замка у Еду (данашњи Токио) која је тада била резиденција шогуна и његове власти. Ии Наосуке је већ раније био упозорен на могућност напада па су га многи охрабривали да напусти свој положај и повуче се из јавности али је Наосуке то одбијао говорећи: “Моја безбедност није ништа у односу на опасност која прети нашој држави“.
Наосукеа су напала 17 Мито ронина заједно са Аримуром Џисаемоном (有村次左衛門) који је био из Сацуме. Док је директан фронтални напад привукао пажњу чувара и обезбеђења, један од нападача из позадине пуца пиштољем (морнаричким колтом 1851) у палакин у којима је био Наосуке. У општој гужви Аримура извлачи из палакина повређеног Наосукеа и обезглављује га мачем, након чега и сам извршава сепуку.
Завереници су са собом носили манифесте где су објаснили разлоге њиховог напада:
Иако смо потпуно свесни неопходности промена које су се десиле доласком Американаца у Ураги, сматрамо да су неке одлуке у потпуности против интереса државе и да представљају мрљу која блати националну част. Ми смо против  тога да се успостави трговина са странцима, да се дозволи њихов боравак у дворцу, да се закључују уговори са њима, да се забрани пракса фуми-е (гажење икона), дозволи практиковање њихове зле религије и приме странци који хоће да живе у Јапану (...)Због тога смо одлучили да будемо небеско оружје и казнимо овог злочинца посвећујући се дужности да спречимо озбиљну несрећу и зло убијањем овог свирепог аутократе.— Манифест Сакурадамон завереника.
Вест о овом убиству прошириле су преко Пацифика све до Сан Франциска који су вест преко Пони експреса проширили даље на амерички запад. У броју Њујорк Тајмса, 12. јуна 1860. писало је да је јапанска мисија у Америци која се задесила у Филаделфији чула и била обавештена о догађај у Еду.

## Последице
Будући да је удар имао позитивног одјека међу становништвом, славећи заверенике као хероје натерао је бакуфу да омекша своје ставове усвајајући компромисну политику „Кобу гатаи“ ("Савез цара и шогуна") коју је продложио област Мито и Сацума који су у тој прилици видели шансу да наметну своју политичку превласт. Овај догађај оснажио је политичку идеју Соно џои ("Подржимо цара, протерајмо варваре") која је почела да има све више присталица.
Током следећих година, све до пада шогуната 1868. године, улице Еда, Кјота и свих већих градова Јапана постаће поприште сукоба и напада како на владине званичнике (напад на Анда Нобумусе) тако и на странце (Инцидент Намамуги где је убијен енглески трговац Ричардсон). Као коментар на догађаје сер Ернест Сатов је својевремено изјавио: "Предузета је крвава освета на једног појединца (Ии Наосукеа), али се непријатељство према систему развијало и временом повећавало тако да је сад он у потпуној пропасти".
Конфликти су достигли свој крај по завршетку Бошин рата где је војска шогуната потпуно потучена од стране царске војске која је резултирала новим периодом и Меиџи обновом у 1868. години.